# Huib du Pon
Huib Johannes du Pon (28 oktober 1910 - 22 januari 2001), ook als Dupon geschreven, was een Nederlands hockeyer, ijshockeyer, roeier en verzetsman.
Du Pon speelde zowel hockey als ijshockey voor met name HHIJC uit Den Haag. Du Pon speelde als linksbinnen ook voor het Nederlands hockeyelftal. In 1934 nam hij afscheid van het Nederlands team omdat hij zich meer op ijshockey en roeien ging richten. In 1935 nam hij met het Nederlands ijshockeyteam deel aan het wereldkampioenschap ijshockey, dat ook diende als Europees kampioenschap ijshockey, in Davos. In 1935 ging hij weer voor zijn club hockeyen en in september 1941 nam hij afscheid van HHIJC omdat hij naar Eindhoven ging. Du Pon roeide als slag voor Njord en werd met de acht in 1933 nationaal kampioen. Ook kwam hij uit voor nationale selecties.
Du Pon, die werkzaam was bij Philips, trad in 1941 in het huwelijk. In de Tweede Wereldoorlog was Du Pon actief in het verzet. In Nederland was hij actief voor de Prinses Irene Brigade. Met zijn vrouw zat hij van 1943 tot 1945 geïnterneerd in het door de Nederlandse regering in ballingschap gefinancierde opvangkamp Hôtel des Narcisses in Chamby, Zwitserland. Daarvoor zaten zij van eind 1942 tot januari 1943 gevangen in een kamp in Büren an der Aare.
Van 1948 tot 1950 was Du Pon bondscoach van het Nederlands heren hockeyteam, onder meer op de Olympische Zomerspelen 1948. Ook coachte hij in meerdere periodes HHIJC.
André Boerstra · 
Henk Bouwman · 
Piet Bromberg · 
Harry Derckx · 
Han Drijver · 
Dik Esser · 
Wim van Heel · 
Roepie Kruize · 
Jenne Langhout · 
Dick Loggere · 
Ton Richter · 
Eddy Tiel ·
Coach: Huib du Pon